# Stan Pethel
Stanley (Stan) Robert Pethel (Gainsville, Georgia, 3 februari 1950) is een Amerikaans componist, muziekpedagoog, dirigent en trombonist.

## Levensloop
Pethel studeerde aan de Universiteit van Georgia in Athens en behaalde aldaar zijn Bachelor of Music en zijn Master of Fine Arts. Vervolgens voltooide hij zijn studies en promoveerde tot Doctor of Musical Arts aan de Universiteit van Kentucky in Lexington, Kentucky. 
Vanaf 1973 is hij docent en werd later professor aan het Berry College in de buurt van Rome (Georgia). Hij is hoofd van de afdeling voor schone kunsten en professor voor muziektheorie, compositie en voor de lage koperblazers. Hij is eveneens dirigent van de koperensembles aan dit College.
Hij is gehuwd met Jo Ann Pethel, een pianiste en eveneens muziekpedagoog. Samen hebben zij drie kinderen. 
Als componist schrijft hij werken voor koor, orkest, harmonieorkest en kamermuziek. Zijn meer dan 1000 werken zijn door 26 verschillende muziekuitgevers gepubliceerd. 

## Composities

### Werken voor harmonieorkest
- 1978 The Gate of Opportunity
- 1988 Come Thou Almighty King
- 1988 When The Roll is Called Up Yonder
- 1995 Encomium
- Concert Overture

### Cantates
- Behold the Glory - A Christmas Celebration, cantate voor vier sprekers, gemengd koor en orkest

### Werken voor koor
- And the church shell rise, voor gemengd koor en orkest
- Anthem Of Gratitude, voor gemengd koor
- Are You Going To Bethlehemtown?, voor gemengd koor
- As we come together, voor gemengd koor en orkest
- Bethlehem Joy, voor gemengd koor
- Brethren, We Have Met to Worship, voor gemengd koor
- Celebrate the Victory, voor gemengd koor, 3 trompetten en 3 trombones
- Child of Peace and Love, voor gemengd koor, piano en dwarsfluit
- Christ Lives In Me, voor gemengd koor
- Come, Let Us Go, voor gemengd koor
- Come and Sing an Easter Praise, voor gemengd koor
- Fairest Lord Jesus, voor gemengd koor
- Fill Me Now, voor gemengd koor en piano
- I'm Redeemed, voor gemengd koor en piano
- It Is Good to Give Thanks, voor gemengd koor
- Jesus Our Vision, Jesus Our Life, voor gemengd koor en dwarsfluit
- Just A Little Talk With Jesus, voor gemengd koor
- Let Us Adore Him, voor gemengd koor
- Let Melodies Rise (A Celtic Praise), voor gemengd koor
- Let There Be Light, voor gemengd koor
- Lord Of Glory, voor gemengd koor
- Lord Of The Universe, voor gemengd koor
- Majesty Is Born, voor gemengd koor en piano
- O for Grace, voor gemengd koor en piano
- O Sing For Joy!, voor gemengd koor
- Rejoice In the Lord, voor gemengd koor
- Send Out The Singers, voor gemengd koor
- Silent Night, Wondrous Sight, voor gemengd koor
- Sounds of Celebration, voor gemengd koor en ensemble (of orkest)
- Sounds of Worship, voor gemengd koor en ensemble (of orkest)
- Sweet Beulah Land (From Gospel Voices), voor gemengd koor
- Take Me Back To The Cross, voor gemengd koor
- Thanksgiving To Our God, voor gemengd koor
- The Day of Resurrection, voor gemengd koor
- The Hallelujah Side, voor gemengd koor - tekst: Johnson Oatman
- The Waters Of The World, voor driestemmig gemengd koor (SAB) en piano
- The Well Of Salvation, voor gemengd koor

### Kamermuziek
- All Creatures of our God and King, voor 3 trompetten, 2 hoorns, 3 trombones en tuba
- Beneath the cross of Jesus, voor koperkwartet
- Blessed Assurance, voor koperkwintet
- Brethren, we have met to Worship, voor 3 trompetten, 2 hoorns, 3 trombones en tuba
- Glory, voor 3 trompetten, 2 hoorns, 3 trombones en tuba
- Guide me, o thou great Jehovah, voor 3 trompetten, 2 hoorns, 3 trombones en tuba
- How firm a Foundation, voor 3 trompetten, 2 hoorns, 3 trombones en tuba
- Marching to Zion, voor koperkwartet
- Mine eyes have seen the glory, voor koperkwartet
- My Sheperd will supply my need, voor 3 trompetten, 2 hoorns, 3 trombones en tuba
- Near the cross, voor 3 trompetten, 2 hoorns, 3 trombones en tuba
- Praise Medley, voor koperkwintet
- Rebekah's Song, voor dwarsfluit en piano
- The Church's one Foundation, voor 3 trompetten, 2 hoorns, 3 trombones, tuba en slagwerk
- The solid Rock, voor 3 trompetten, 2 hoorns, 3 trombones en tuba
- There is a fountain, voor koperkwartet
- Whiter than snow, voor 3 trompetten, 2 hoorns, 3 trombones en tuba

### Werken voor piano
- African-American Spirituals
- Devotional Piano Interludes
- Great Hymns for the Intermediate Pianist

## Publicaties
- samen met Mary Ellen Pethel: Berry College, Georgia: A Century of Making Music, Arcadia Publishing, 2010. 128 p., ISBN 978-0-738-58563-5